# Litteraturåret 1892

## Nya böcker

### A – G
- Bohème och idyll av Axel Wallengren
- Brygge-den-döda av Georges Rodenbach
- Bygmester Solness, drama av Henrik Ibsen
- Från Lundagård och Helgonabacken, lundensisk litterär studentkalender (årgång 1, första numret)
- Études de numismatique av Adrien Blanchet[1]

### H – N
- Hans Alienus av Verner von Heidenstam
- Hunnørnen av Jonas Lie
- I grus och spillror av Émile Zola
- I Stockholm – Också en resebeskrifning av Lovisa Petterkvist (pseudonym för Alfhild Agrell)
- Kärlekens trångmål av Ola Hansson
- Kärlekssagan på Björkeberga av Albert Ulrik Bååth
- Le miseloque av Jean Richepin
- Materialismen i skönlitteraturen av Ola Hansson
- Mysterier av Knut Hamsun

### O – U
- Par le glaive av Jean Richepin
- Ung Ofegs visor av Ola Hansson
- Sonja Kovalevsky av Anne Charlotte Leffler

### V – Ö
- Vildrosor av Daniel Fallström

## Födda
- 3 januari – J.R.R. Tolkien, brittisk författare.
- 29 januari – Reinhard Sorge, tysk dramatiker.
- 4 april – Edith Södergran, finlandssvensk poet.
- 23 april − Richard Huelsenbeck, tysk dadaist.
- 30 april – Ivan Oljelund,  svensk författare.
- 26 juni – Pearl S. Buck, amerikansk författare, nobelpristagare 1938.
- 3 juli – Greatrex Newman, brittisk författare och manusförfattare.
- 18 juli – Gabriel Jönsson, svensk poet.
- 11 augusti – Hugh MacDiarmid, skotsk poet.
- 9 oktober – Ivo Andrić, jugoslavisk författare, nobelpristagare 1961.

## Avlidna
- 5 februari – Emilie Flygare-Carlén, 84, svensk författare.
- 26 mars – Walt Whitman, 72, amerikansk diktare.
- 10 september – Anders Anderson, 70, svensk läkare och skald, ledamot av Svenska Akademien 1875–92.
- 6 oktober – Alfred Tennyson, 83, engelsk skald.
- 21 oktober – Anne Charlotte Leffler, 43, svensk författare.

### Fotnoter
1. ↑  ”World Cat”. http://www.worldcat.org/title/etudes-de-numismatique/oclc/601915327&referer=brief_results. Läst 13 april 2011.